# Ancestors Legacy
Ancestors Legacy è un videogioco strategico online, sviluppato da Destructive Creations e pubblicato da 1C Company per Xbox One e Windows. Il gioco è stato reso disponibile per Microsoft Windows il 22 maggio 2018, PlayStation 4 e Xbox One il 13 agosto 2019 e Nintendo Switch l'11 giugno 2020.

## Modalità di gioco
Il giocatore può scegliere di giocare una campagna tra cinque civiltà diverse: Vichinghi, Anglosassoni, Teutoni, Slavi o Saraceni (quest'ultimi disponibili solamente con il DLC "La conquista di Saladino"). Il gioco presenta un ciclo giorno-notte che cambia le dinamiche e il modo di giocare, a seconda della fazione.

### Giocatore singolo
Il gioco presenta una e in alcuni casi anche due campagne per ogni nazione. Nella campagna anglosassone appaiono personaggi storici come: Edoardo il Confessore e Guglielmo il Conquistatore. La campagna vichinga è ambientata nel 793 ed è divisa in due capitoli. La prima parte, che funge da tutorial del videogioco, è ambientata durante la razzia al monastero di Lindisfarne, la quale diede inizio all'epoca vichinga. Una volta superato il tutorial, le altre campagne verranno sbloccate. La seconda parte è ambientata nel 892, la campagna è interamente dedicata a Rjurik, un capo variago. Gli slavi e i teutoni hanno rispettivamente una campagna ciascuno. Durante le campagne, l'intelligenza artificiale è avvantaggiata, in quanto è in grado di rimpiazzare le perdite e può inviare grandi eserciti alla base del giocatore.

### Multiplayer
L'aspetto multiplayer del gioco prevede la scelta di due modalità: Dominio e Sterminio, durante le quali un giocatore può raggiungere un massimo di 10 gruppi. Le battaglie multiplayer possono svolgersi su 15 mappe diverse, preparate per 2, 4 o 6 giocatori (1vs1, 2vs2, 3vs3).

## Sviluppo
Ancestors Legacy è stato annunciato in fase di sviluppo il 10 maggio 2017. Il 31 luglio 2017, Destructive Creations distribuì il primo trailer del gioco, la quale mostrava oltre 100 battaglie seguiti da armamenti storicamente accurati. L'anteprima beta del gioco è stata mostrata durante il Gamescom, il 3 settembre 2017. Il videogioco entrò ufficialmente in open beta il 5 febbraio 2018. Inizialmente entrambe le versioni dovevano uscire lo stesso giorno (22 maggio), ma poi il 22 agosto 2018, alla Gamescom è stato annunciato dalla 1C Company che la versione per console sarebbe uscita presto.

## Aggiornamenti
A settembre 2018, l'azienda sviluppatrice aggiunse una seconda campagna agli slavi, nella quale il giocatore può controllare Boleslao I di Polonia e suo figlio Mieszko II Lambert.
Il 28 novembre 2018, Destructive Creations pubblicò un trailer di una campagna completamente gratuita chiamata Ancestors Legacy: Storia dell'Ordine Teutonico. La campagna comprende 5 missioni suddivise in due parti. Nella prima parte viene raccontato la storia di Herkus Monte e della sua ribellione contro l'Ordine teutonico, durante la grande rivolta prussiana a Magdeburgo. La seconda parte della campagna è dedicato al gran maestro dell'ordine teutonico Konrad von Tirberg. Tutta la nuova campagna è ambientata nel XIII secolo.
Il 21 maggio 2019, Destructive Creations pubblicò un DLC intitolato Ancestors Legacy: La conquista di Saladino. Esso contiene una nuova nazione (i Saraceni) e una nuova campagna, lasciando il suolo europeo per raccontare la storia di Saladino, il primo sultano d'Egitto e Siria. La campagna offre cinque nuove missioni, tre mappe in multiplayer e nuovi trofei da sbloccare.
Il 12 maggio 2020, Destructive Creations annunciò che il gioco sarebbe uscito anche su Nintendo Switch, in uscita l'11 giugno 2020.

## Accoglienza
Sul sito web Metacritic, che si occupa di aggregare recensioni, riguardo a Ancestors Legacy, per la versione PC le ha assegnato un voto di 77/100 basato su 22 recensioni, per la versione PlayStation 4 le ha assegnato un voto di 74/100 basato su 12 recensioni, mentre per la versione Xbox One le ha assegnato un voto di 72/100 basato su 5 recensioni.
Su IGN è stato detto che nonostante alcune inesattezze storiche e alcune problematiche tattiche, il gioco era tradizionale nella forma RTS. Lennart Bachmann di Big Boss Battle ha criticato la varietà delle truppe e del terreno così come la costruzione della base ritenuta banale da quest'ultimo, ma nonostante ciò consiglia il gioco per la sua espansione generale.